# Gregorio Estrada
Gregorio Estrada Cobeña, (nacido el 16 de septiembre de 1951 en Madrid, Comunidad de Madrid) es un exjugador de baloncesto español. Con 2.08 de estatura, su puesto natural en la cancha era el de pívot. Es el hermano del también profesional Miguel Ángel Estrada.  

## Trayectoria
La mayor parte de su carrera deportiva la desarrolló en Cataluña, donde jugó en el FC Barcelona, Bàsquet Manresa, Club Bàsquet L'Hospitalet, y Espanyol, teniendo también una breve experiencia en el CB Valladolid. Al igual que su hermano Miguel Ángel, fue internacional por España.  